# René I. de Rohan
René I. de Rohan (* 1516; † 20. Oktober 1552 bei Metz), Vicomte de Rohan, Vicomte und später Prince de Léon, Marquis de Blain, Comte de Porhoët, war ein bretonischer Adliger und Militär.

## Leben
René I. de Rohan war der Sohn von Pierre II. de Rohan-Gié (Sohn des Marschalls Pierre I. de Rohan) und Anne de Rohan, die wiederum die Tochter des Vicomte Jean II. de Rohan und von Marie de Bretagne (Tochter des Herzogs Franz I.) war.
Renés Vater starb 1525, seine Mutter 1529, die mütterliche Fürsorge für René erhielt Margarete, die Schwester von König Franz I. Sie verheiratete ihn 1534 mit ihrer Schwägerin Isabeau d’Albret, Infantin von Navarra, Tochter von Jean d’Albret und Katharina von Navarra, die am 16. August 1534 Herrscher von Navarra wurden: Damit führte Margarete den Protestantismus in der Familie de Rohan ein. Das junge Ehepaar zog in die Burg Blain, die zum Treffpunkt berühmter Persönlichkeiten wurde.
René I. de Rohan fiel am 20. Oktober 1552 während der Verteidigung von Metz bei einem Gefecht, das der Herzog von Guise unvorsichtigerweise gegen die überlegene Armee Albrechts von Brandenburg begonnen hatte.

## Ehe und Familie
Mit Isabeau d’Albret hatte er fünf Kinder:
- Henri I. de Rohan (* 1535; † 25. Juni 1575), Vicomte de Rohan, Comte de Porhoet, 1. Prinz königlichen Geblüts von Navarra; ⚭ 15. Februar 1566 Françoise de Tournemine, 1585 katholisch († 28. Januar 1609), Tochter von René de La Hunaudaye, und Françoise de Hingant, Dame du Hac
- Françoise de Rohan (* 1540; † Dezember 1591), 16. November 1580 französische Duchesse de Loudun, Dame de La Garnache, et de Beauvoir-sur-Mer; ⚭ 9. August 1586 François Lesfelle, Seigneur de Guébriant
- Jean de Rohan (* 1541; † 1574), Seigneur de Frontenay; ⚭ 29. September 1561 in Argenteuil Diane de Barbançon-Cany, Tochter von Michel de Barbançon, Seigneur de Cany, und Péronne de Pisseleu
- Louis de Rohan, Baron de Gié
- René II. de Rohan (* 1550[2]; † 1586), 1575 Vicomte de Rohan, Prince de Léon, Comte de Porhoet; ⚭ 15. August 1575[3] Catherine de Parthenay (* 1553/54; † 26. Oktober 1631), Erbtochter von Jean V. de Parthenay, Seigneur de Soubise, und Antoinette Bouchard d’Aubeterre